# Совет национального единства Абхазии
Совет национального единства Абхазии (СНЕА) — политическое объединение в Грузии, Автономная Республика Абхазия. Был создан 9 мая 1992 года.

## История
9 мая 1992 г. в Сухуми был созван съезд представителей грузинской общественности с широким представительством политических организаций, трудовых коллективов, интеллигенции и т. д. В резолюции съезда отмечалось: «…съезд выражает особое беспокойство в связи с тем, что власти Абхазской АР путём игнорирования конституционных и правовых норм проводят политику отделения Абхазии от Грузии». Съезд потребовал аннулирования всех законодательных и нормативных актов, принятых с нарушением Конституции и избирательного закона автономии, а также самороспуска Верховного Совета Абхазии и назначения новых выборов. Съезд призвал многонациональное население республики воспрепятствовать узурпации власти и беззакония, к объединению всех демократических сил.
На съезде был сформирован Совет национального единства, в который объединились все существующие в Абхазии общественные, политические, профессиональные и творческие организации, кроме «Круглого стола», лидер которого — Звиад Гамсахурдия в то время, после государственного переворота, уже находился на территории Чеченской республики. В Совет вошли лидеры политических движении, депутаты, ректоры вузов, руководители крупных предприятий: М.Патарая, Д.Лацузбая, В.Векуа, Т.Надареишвили, Б.Какубава, Д.Латания, Д.Гулордава, Р.Тординава, В.Каденец, Т.Киланава, Г.Каландия, З.Кокая, А.Ломинаишвили, М.Москаленко, А.Микадзе, Г.Мешвелиани, Н.Месхия, З.Нароушвили, З.Папаскири, В.Жордания, Д.Рогава, Т.Саная, В.Пруибзе, Т.Шенгелия, О.Чарквиани, Т.Чилачава, Ш.Цулеискири, Ш.Цхведиани, Г.Чантурия, Ж.Челидзе, Д.Джаиани, Д.Джанелидзе, В.Джорджикия, А.Джикия, К.Джачвлиани, Ш.Джгамадзе (Лавиринт Абхазии).
СНЕА избрал исполком по руководству текущей деятельностью. Он, фактический, объявил гражданское неповиновение власти, которой руководил председатель ВС Абхазии Владислав Ардзинба и начал подготовку к формированию параллельных законодательных и исполнительных структур.
СНЕА был распущен 14 августа 1992 года, когда началась война в Абхазии (1992-1993).